# Консервация (архитектура)

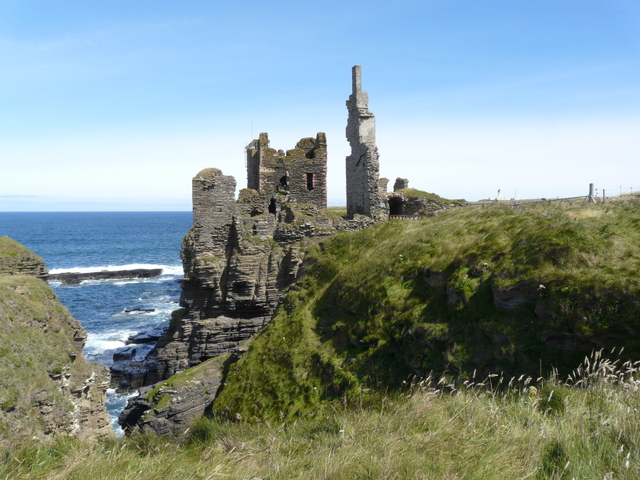
Синклерский замок, Шотландия. Консервация руин на берегу моря: замена грязевых мальт смесью из земли, глины и извести.

Консервация руин — комплекс мер, направленный на стабилизацию физического состояния руин и сохранение остатков сооружений, дошедших до наших дней в уже разрушенном виде и в таком виде воспринятых как памятники. Консервация руин предусматривает очистку предметов от загрязнений, общее укрепление и укрепление слоев (если они есть), стабилизацию, формирование защитной поверхности, обеспечение сохранности в конкретных условиях бытования, а также долговременную защиту от воздействия влаги, перепадов температуры, света, механических повреждений и тому подобного.

## Особенности и задачи
Консервация руин является одной из самых специфических сфер реставрационной деятельности, так как руинированные объекты культурного наследия доходят до наших дней во фрагментарном состоянии и малой сохранности. Поэтому руины, как никакие другие памятники, наиболее подвержены разрушению. Разрушение, как долгосрочное явление, прогрессирует незаметно, медленно, но непрерывно, что приводит к крупным обвалам. Для предотвращения разрушения объект максимально защищают от природных и погодных факторов, таких как ветер, мороз, солнце, воздействие растений и животных. В целом признаётся важным при проведении работ сохранить облик памятника, его отличительные особенности.
Чёткого разделения, какие меры считать консервацией, а какие уже реставрацией (то есть процессом активного вмешательства), до сих пор не сложилось. К задачам консервации относят и формирование параметров режима и системы хранения (то есть условий содержания и эксплуатации памятника).

## Методы консервации руин
К сегодняшнему дню сформировались следующие методы консервации руин:
- Метод «повторного погружения в грунт» считается наиболее щадящим подлинные остатки, так как защищает их от разрушительных реагентов окружающей среды.
- Метод натурной консервации. Согласно данному методу, руины остаются в максимально нетронутом виде, допускается только химическое укрепление самих подлинных остатков, антисептирование, гидрофобизация и укрепление поверхности грунта, если есть опасность его разрушения.
- Метод, который предусматривает конструирование над руинами сооружений, навесов и музеефикацию археологических остатков в интерьере. Самым эффективным с точки зрения сохранения является музеефикация в интерьере, так как здесь есть возможность создания идеальных условий для сохранения и демонстрации руинированных остатков.
- Метод консервации с фрагментарной реставрацией, включая анастилоз найденных деталей (установка на прежнее место подлинных фрагментов, изменивших своё положение при разрушении памятника).
- Метод макетирования руинированных памятников, направленный больше на музеефикацию объекта, чем на сохранение подлинника.

## Основные приёмы консервации руин
Основные приёмы консервации руин:

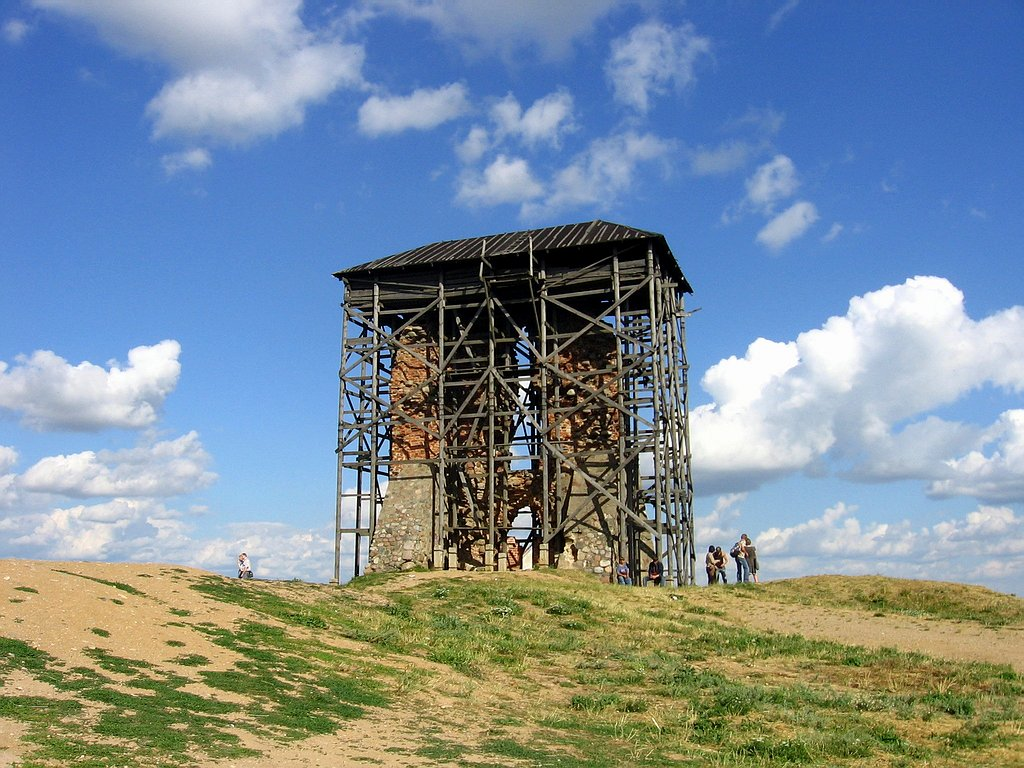
Консервация руин Новогрудского замка. Первые работы по остановке разрушений были выполнены поляками в 1922—1930 гг. Были проведены археологические раскопки, консервация руин. Одна из башен в это время была сложена заново из обвалившихся руин. Консервация объекта в 2014 г. встретила неоднозначную оценку в среде специалистов.

1. Разборка завалов и извлечение из них всех архитектурных элементов и составных частей памятников, отторженных от него, с проведением всех методически необходимых приемов исследования и фиксации, извлечением и изучением всего сопутствующего археологического подъемного материала.
2. Инженерное укрепление сохранившихся частей руин.
3. Включение в состав руин отторженных от них частей.
4. Укрепление восстановленных руин инъекцией.
5. Предохранение восстановленных руин кровлями от атмосферных влияний.

## Основные разновидности
Основные разновидности:
1. Памятник документально известен и восстановим во всей конструкции и основных формах.
2. Памятник за недостатком вполне документальных данных не может быть восстановлен полностью и подлежит сохранению только частью. Здесь возникает неизбежно новая ответственная задача — придать остаткам памятника какую-то новую форму в целях его сохранения, по возможности приемлемую в эстетическом отношении, которая не отпугивала бы своей новизной и своей чуждой формой по отношению к памятнику.

## Регламентация
Консервация руин регламентируется и осуществляется согласно Международной Хартии по консервации и реставрации памятников и достопримечательных мест (Венецианская хартия). Хартия признана самым влиятельным документом о консервации культурного наследия с 1964 года.

## Специфика консервационных подходов
Очень часто решение об обеспечении надёжной сохранности руин памятника архитектуры посредством тотальной консервации является трудно реализуемым. Решение о способе сохранения памятника зависит от экономической ситуации в стране и от наличия квалифицированных специалистов.
Кроме того, подход к консервации и наиболее приемлемые методики сохранения руинированного памятника определяются в соответствии с климатическим поясом и типом климата территории, на которой находится объект. Таким образом, опыт консервационных практик будет различным для каждого региона Европы, Африки, Азии и так далее.
В настоящее время остаются актуальными проблемы недостаточной разработанности консервационных подходов и реставрации памятников археологии на прочной научной и методической основе.